# Карауылтобе (горы)
Карауылтобе  — юго-западный отрог Тарбагатайского хребта. Расположен в Урджарском районе Восточно-Казахстанской области. Средняя высота 700—750 м, длина 25—30 км. Образован из гранита палеозоя, гранодиорита и осадочных пород. Возвышенности и холмы пологие и ровные, У подножия много родников. Проходит автомобильная дорога Аягоз — Бахты.